# Nonnweiler
Nonnweiler és un municipi del districte de Sankt Wendel a l'estat federat alemany de Saarland. Està situat aproximadament a 20 km al nord-ost de Sankt Wendel, i a 30 km al sud-est de Trèveris.

## Nuclis
- Bierfeld
- Braunshausen
- Kastel
- Nonnweiler
- Otzenhausen
- Primstal
- Schwarzenbach
- Sitzerath